# 翁贝托·博纳德
翁贝托·博纳德（義大利語：Umberto Bonadè，1909年1月2日—），意大利男子赛艇运动员。他曾代表意大利参加1928年夏季奥林匹克运动会赛艇比赛，获得男子四人单桨无舵手铜牌。